# Genius cucullatus
Genius cucullatus (množina genii cucullati) je pritlikav keltski demon s kapuco in duh varuh. Čaščenje teh demonov je mogoče dokazati z napisi in slikami v Galiji, Britaniji, Germaniji in Noriku.

## Etimologija
Ime genius cucullatus izhaja iz ogrinjala (keltsko sagum) s kapuco (keltsko cucullus, cuculla, tudi bardocucullus - bardovska kapuca), klasičnega potovalnega oblačila Galcev. Povezava s čarobnim plaščem s kapuco Fionna mac Cumhailla ni zanesljiva.

## Upodabljanje in čaščenje
Ime genius cucullatus je najdeno na dveh posvetilnih napisih iz svetišča v Wabelsdorfu blizu Celovca na Koroškem (rimska provinca Norik), na nekaterih posvetilnih kamnih v Augusta Treverorum (Trier, rimska provinca Gallia Belgica), pa tudi v Veliki Britaniji, npr. v Corinium Dobunnorum (Cirencester, rimska provinca Britannia prima, tukaj skupaj z boginjo materjo). Reliefi jih prikazujejo deloma kot bradate škrate (Trier), deloma kot odrasle osebe v velikosti otroka (Cirencester). Včasih držijo meče ali zvitke, pogosteje pa jajca kot simbole plodnosti. V bližini zdravilnih vrelcev jih je mogoče najti  kot stožčaste kamnite kipce.
V garnizijah ob Hadrijanovem zidu so jih očitno častili kot duhove varuhe v bitki. Njihove posvetilne kamne so darovali legionarji. Njihova vloga nujnih pomočnikov je razvidna iz njihovih potovalnih oblačil – vedno so bili pripravljeni oditi na pomoč. Precej vesel prizor na keramičnih fragmentih iz Camulodunuma (Colchester, rimska provinca Britanija) prikazuje leteče genii cucullati kot pomočnike pri lovu.
Genii cucullati so upodobljeni tako posamezno kot v skupinah po tri, včasih skupaj s sedečo boginjo.

## Kulturni vpliv
Genius cucullatus je verjetno povezan z maloazijskim bogom zdravilstva Telesforom (Dokončevalcem), spremljevalcem Asklepija in Higije, ki prav tako nosi plašč s kapuco. Povezavo so morda vzpostavili keltski Galačani, ki so svoj svet bogov odnesli s seboj iz svoje galske domovine v Anatolijo.
Genii cucullati bi lahko živeli naprej v priljubljenih predstavah o pritlikavih demonih s koničastimi glavami in malih pomočnikih, ki so na koncu utelešeni v naših vrtnih palčkih.